# デケイ島
デケイ島（デケイとう、Dequey）はフィリピン北部ルソン海峡のバタン諸島の島。行政上はバタネス州のサブタンに属している。小さな島で、土地もほとんどが低地であり、1km程東にイヴホス島が存在する。デケイ島には定住者はいない。
デケイ島の西3km程の海面下24mほどの海底に無名の海底火山が存在する。

## 註
1. ↑  U.S. Coast and Geodetic Survey, "United States Coast Pilot, Philippine Islands, Part I", p.40. Washington Government Printing Office, 1919.
2. ↑  Britannica CD (1995). Batan Islands Archived 2011年11月7日, at the Wayback Machine.. University of Valencia. Retrieved on 2010-09-15.